# Tokány
Tokány ist ein ungarisches Fleischgericht. In der ungarischen Küche gibt es vier Kategorien von scharf gewürzten Fleischtöpfen: gulyás, pörkölt, paprikás und tokány.
Das Besondere an tokány ist, dass das Rind- oder Kalbfleisch dafür in längliche Streifen in der Größe von Pommes frites geschnitten wird, während die andern drei Gerichte aus gewürfeltem Fleisch bestehen. Typischerweise besteht die Soße aus reichlich Zwiebeln und ist mit Edelsüßpaprika und Knoblauch gewürzt. Im Gegensatz zu den drei anderen Fleischspeisen werden zu tokány zusätzlich Gänseleber, Champignons, Bohnen, Spargelköpfe und grüne Petersilie, süße oder saure Sahne (manchmal auch keine) beigefügt. Paprikapulver wird manchmal durch schwarzen Pfeffer oder Majoran ersetzt, dann bekommt das tokány den entsprechenden Beinamen.
In Siebenbürgen ist tokány ebenfalls bekannt und wird aus Rind- und Schweinefleisch oder Kalbsnieren zubereitet.

## Varianten
- Hét vezér tokány (deutsch: Sieben-Fürsten-tokány, benannt nach den sieben Stammesfürsten, die die Magyaren im 9. Jahrhundert vermutlich nach Ungarn führten): aus Rind, Schwein und Kalb.
- Debreceni tokány, benannt nach der Debrecziner Wurst, die dieser tokány beigefügt wird.
- Borsos Bélszíntokány (deutsch: Pfeffer-Rinderfilet-tokány) aus Rindfleisch mit grünen Paprikaschoten, Zwiebeln und Champignons. Wird allgemein mit Reis und sauren Gurken serviert.[2]